# Fly (fiume)
Il Fly è il secondo fiume per lunghezza della Nuova Guinea, dopo il Sepik, raggiungendo i 1.050 km. Il fiume scorre quasi interamente nello Stato di Papua Nuova Guinea. Ha un bacino idrografico di circa 76.000 km².

## Corso
Il fiume Fly nasce nei Monti Vittorio Emanuele, propaggine orientale delle Star Mountains, nella parte centro-occidentale della Nuova Guinea, e scorre verso sud-est in basse terre paludose prima di raggiungere il golfo di Papua con un ampio estuario che raggiunge gli 80 km di larghezza. Nel delta affiorano molte isole tra cui la principale è Kiwai.
Per un breve tratto segna il confine con la provincia indonesiana di Irian Jaya e la Nuova Guinea. Il confine segnato dal Fly è il solo tratto di confine tra i due paesi che non corrisponde al meridiano di 141 gradi di longitudine est.
Il Fly ha uno degli habitat più ricchi di fauna e flora della regione dell'Oceania. Nelle sue acque vivono 120 specie di pesci, tartarughe, coccodrilli, rettili e anfibi.
Per oltre mille chilometri il suo corso è navigabile da imbarcazioni di medie dimensioni.

## Delta

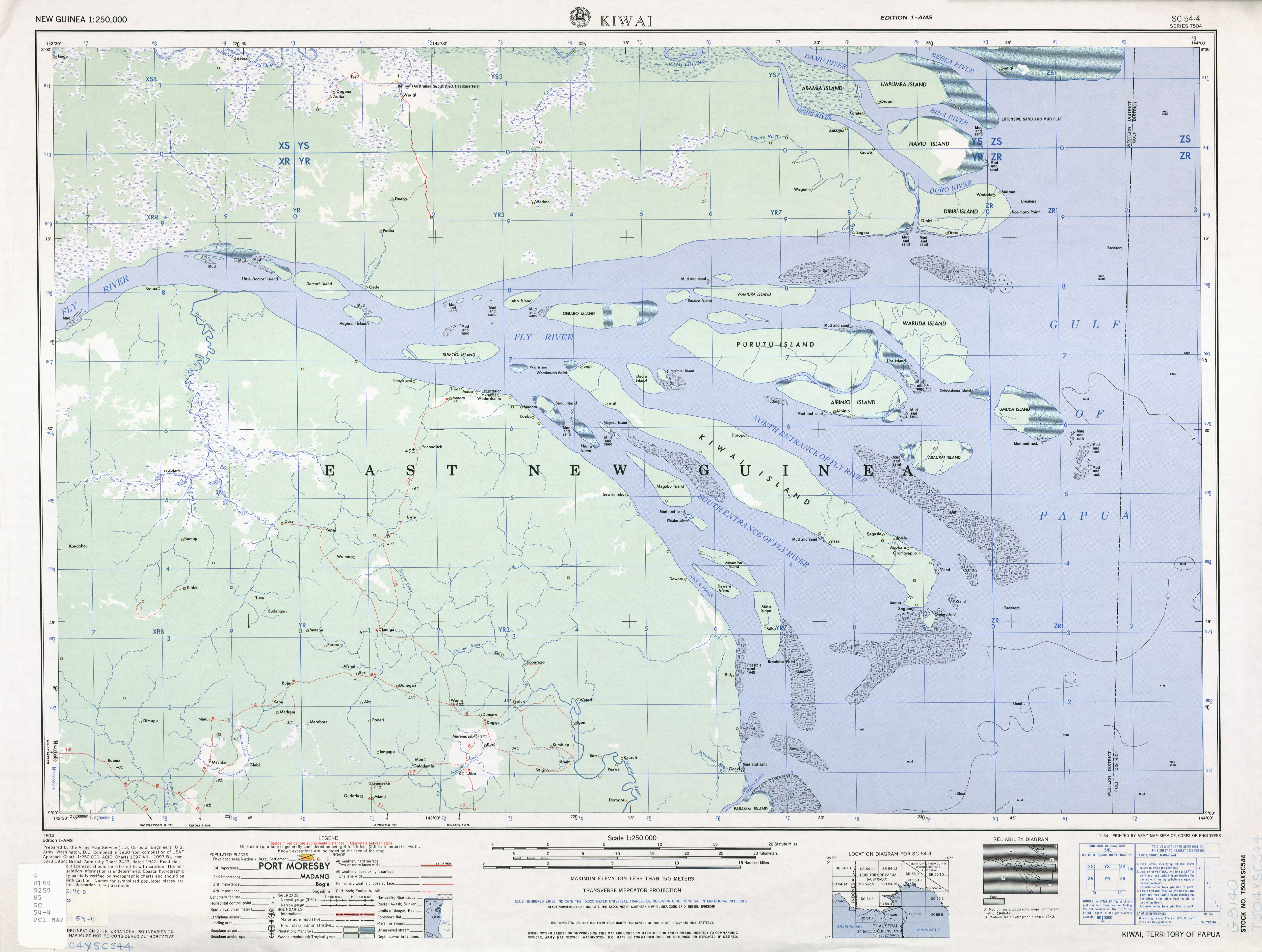
Mappa che mostra il delta del fiume Fly

Il delta del fiume Fly raggiunge una larghezza di 56 km al suo ingresso nel Golfo di Papua, ma solo di 11 km nei pressi dell'isola di Kiwai, che può essere considerata come la foce. Al di sopra di quest'isola l'estuario si restringe gradualmente, fino ad una larghezza di soli 1,6 km o meno.
Il delta del fiume è costellato di isole basse e paludose coperte di mangrovie e palme Nypa. Su queste isole sono presenti dei villaggi, dove la popolazione si dedica all'agricoltura (palma da cocco, sago, canna da zucchero) e alla caccia. Il territorio ai lati della foce mostra lo stesso tipo di vegetazione. Le più grandi isole sono Kiwai, Purutu, Wabuda, Aibinio, Mibu e Domori. Kiwai, Wabuda e Domori sono abitate.

## Storia
Il primo esploratore europeo a raggiungere il fiume fu il capitano inglese Francis Blackwood nel 1845 dalla cui nave, l'HMS Fly, il fiume prese il nome.
Il Fly fu risalito per la prima volta, per oltre 900 km, nel 1875 dall'esploratore italiano Luigi d'Albertis a bordo del battello a vapore Neva fornito dal governo del Nuovo Galles del Sud.

## Disastro ambientale
I principali affluenti del fiume Fly sono lo Strickland e l'Ok Tedi.
La miniera di Ok Tedi provoca una notevole erosione e rilascia nell'omonimo fiume circa 50 milioni di tonnellate di sedimenti l'anno inquinati dalle lavorazioni della miniera. Questa quantità enorme di sedimenti si aggiunge ai circa 10 milioni di tonnellate trasportate annualmente dal Fly e dai sedimenti che riceve alla confluenza con lo Strickland creando un notevole problema ambientale per fiume e per i suoi affluenti. 
Il pesce contaminato crea un dissesto in tutta la catena alimentare.
Quando le acque del Fly inondano le zone circostanti durante le frequenti alluvioni i sedimenti inquinati si depositano in spessi strati nelle aree limitrofe coltivate.